# Jerukgulung (Dempet)
Jerukgulung is een bestuurslaag in het regentschap Demak van de provincie Midden-Java, Indonesië. Jerukgulung telt 1957 inwoners (volkstelling 2010).